# Masi Manimba flygplats
Masi Manimba flygplats är ett flygfält vid orten Masi-Manimba i Kongo-Kinshasa. Det ligger i provinsen Kwilu, i den västra delen av landet, 290 km öster om huvudstaden Kinshasa. Masi Manimba flygplats ligger 595 meter över havet. IATA-koden är MSM och ICAO-koden FZCV. Sedan route nationale 1 rustades upp till god standard har flygfältet tappat nästan all trafik.